# Cadilhe
Cadilhe é um lugar da Póvoa de Varzim, na extinta freguesia de Amorim que no censo de 2001 tinha 537 habitantes.
Destaca-se em Cadilhe o Largo de Santo António de Cadilhe, onde se encontra a capela de Santo António erigida em 1651.